# Somogy
Somogy é um condado (megye em húngaro) da Hungria. Sua capital é a cidade de Kaposvár.

## Estrutura regional

### Cidades
(ordenado por população, de acordo com o census 2001)
- Siófok (23 460)
- Marcali (12 575)
- Barcs (12 343)
- Nagyatád (12 065)
- Balatonboglár (6 076)
- Csurgó (5 788)
- Fonyód (5 296)
- Balatonlelle (5 002)
- Tab (4 914)
- Nagybajom (3 598)
- Lengyeltóti (3 443)
- Kadarkút (2 791)
- Balatonföldvár (2 108)